# Sicista kluchorica
Sicista kluchorica es una especie de roedor de la familia Dipodidae.

## Distribución geográfica
Es  endémica de Rusia.

## Hábitat
Su hábitat natural son: bosques templados.